# Z 24
Z 24 war ein Schiff der Klasse Zerstörer 1936 A der deutschen Kriegsmarine und gehörte zur 8. Zerstörerflottille „Narvik“. Es wurde zunächst im westlichen Kampfgebiet eingesetzt, dann im Gebiet um Norwegen und ab 1943 wieder im Westen. Der Zerstörer wurde am 25. August 1944 von einer britischen Fliegerbombe getroffen, wobei ein Mann starb, und sank vor der französischen Küste bei Le Verdon-sur-Mer.

## Bau und technische Daten
Die Kiellegung erfolgte am 2. Januar 1939 bei der Deschimag in Bremen, der Stapellauf am  7. März 1940.
Z 24 war das zweite Schiff des Typs Zerstörer 1936 A. Es war komplett hellgrau gestrichen, die Geschütze waren dunkelgrau. Für den Einsatz in der Biskaya erhielt der Zerstörer im Sommer 1941 einen Tarnanstrich. Des Weiteren wurden weiße Bugwellen und Heckseen aufgemalt. Das Schiff wurde im Herbst 1942 auf der Back mit zwei 15-cm-Geschützen in Doppellafette ausgestattet. Dieser Geschützdoppelturm war jedoch zu schwer (mit Unterbau insgesamt 65 t). Die Seeeigenschaften des Zerstörers verschlechterten sich, sodass bei stärkerem Seegang mit der Geschwindigkeit heruntergegangen werden musste. Die 45 kg schweren 15-cm-Granaten der Geschütze mussten wie beim Z 23 manuell geladen werden.

## Einsatzgeschichte
Z 24 war im März 1941 einsatzbereit und wurde zunächst bis Juni bei Geleitsicherungen im Raum Ostsee/Norwegen eingesetzt. Am 16. Juni wurde der Zerstörer nach Westfrankreich beordert und am 23. Oktober 1941 der 8. Zerstörerflottille zugeteilt. Am 9. November wurde Z 24 ab Kiel nach Nordnorwegen verlegt. Z 24 war dort bis Juli 1942 im Geleit- und Sicherungsdienst, bei Aufklärungsvorstößen und Minenunternehmen tätig. Während dieser Zeit diente er Fregattenkapitän Pönitz, dem Kommandanten der 8. Zerstörerflottille als Führerschiff.
Am 26. Dezember 1941 unternahm Z 24 gemeinsam mit Z 23, Z 25 und Z 27 einen Aufklärungsvorstoß gegen britische Seestreitkräfte, die bei den Lofoten gesichtet wurden. Am 3. und 4. Januar 1942 gab er der Adolf Lüderitz von Tromsø nach Kirkenes Geleitschutz. Bei einer Fahrt am 20. Januar mit Z 23 und Z 25 ab Kirkenes nach Tromsø geriet Z 24 kurz nach dem Ankeraufnehmen in einen Nebel und wurde von Z 23 gerammt. Das Schiff verzeichnete Schäden am Heck und ein Leck, sodass die Schiffe nach Kirkenes zurückliefen. Z 24 wurde in Wesermünde repariert und beteiligte sich schon am 18. März  bei der Verlegung des Kreuzers Admiral Hipper von der deutschen Bucht nach Nordnorwegen als Sicherungszerstörer. Am 28. März lief Z 24 mit Z 26 und Z 25 gegen den britischen Geleitzug PQ 13 aus. Bei dem Kampf wurde Z 26 von dem leichten Kreuzer Trinidad versenkt. Z 24 feuerte beim Gefecht mit der britischen Trinidad einen Fächer von sieben Torpedos ab, traf jedoch nicht. Die Trinidad traf sich durch einen Kreisläufer selbst, wobei 32 Besatzungsmitglieder getötet wurden. Im weiteren Verlauf des Gefechts gelang es Z 24 und Z 25, dem britischen Zerstörer Eclipse schwere Schäden zuzufügen und die Besatzung von Z 26 zu bergen.
Ab dem 11. April 1942 bildete Z 24 gemeinsam mit dem Zerstörer Hermann Schoemann und Z 25 die Zerstörergruppe Nordmeer unter dem Chef der 6. Zerstörerflottille, Kapitän zur See Alfred Schulze-Hinrichs. Am 1./2. April kam es zu einem Gefecht mit den britischen Seestreitkräften, bei dem der Führerzerstörer Hermann Schoemann sank. Am 12. Juli verließ Z 24 Drontheim, um in Wesermünde mit neuen Waffeneinrichtungen ausgerüstet zu werden. Anfang Januar 1943 war er wieder einsatzbereit und wurde für die folgenden zwei Monate zum Geleit- und Sicherungsdienst im Seeraum westliche Ostsee/Norwegen zugeteilt.

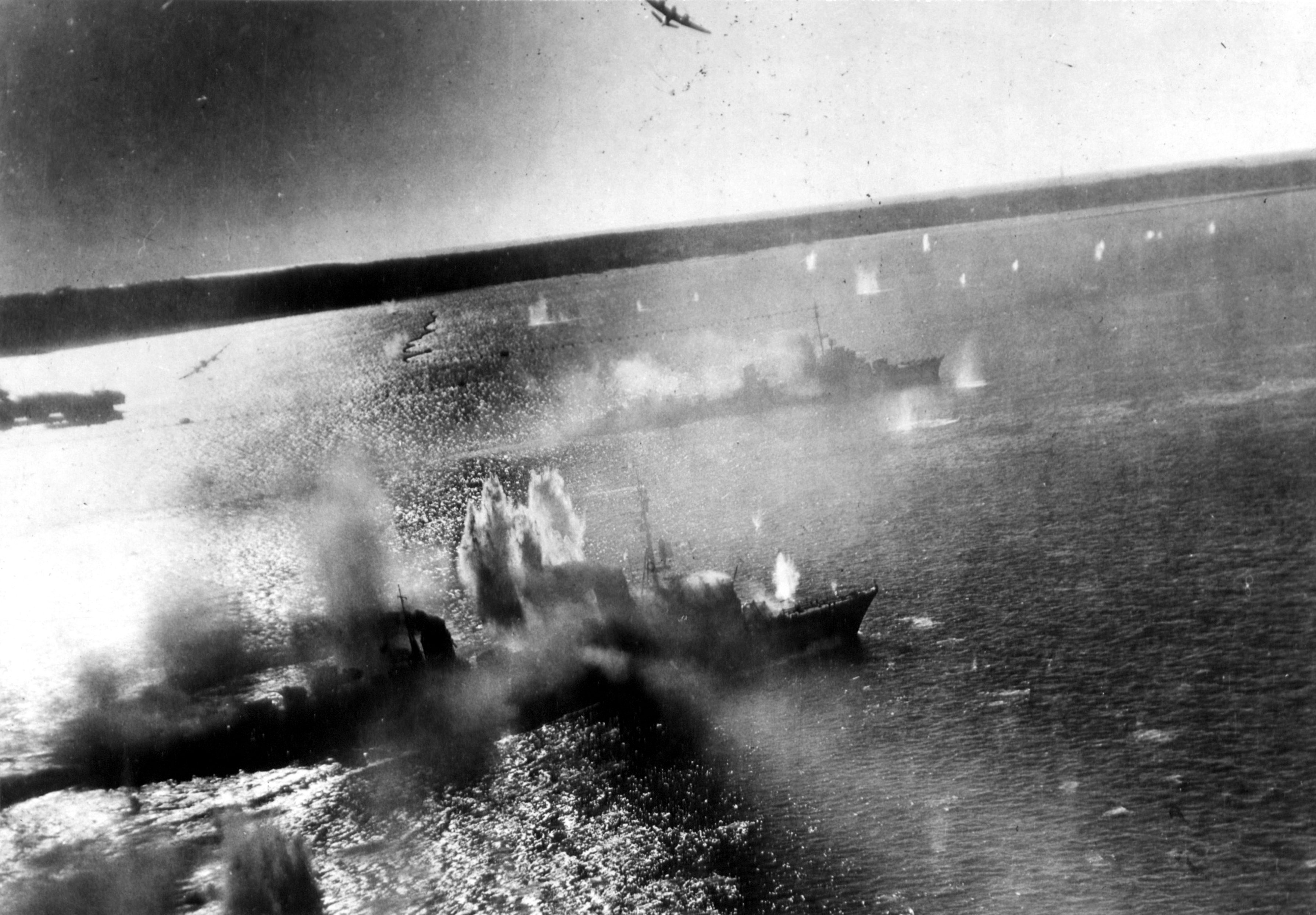
T 24 und Z 24 vor Le Verdon, 24. August 1944.

Am 3. März 1943 wurde Z 24 wieder der 8. Zerstörerflottille zugeteilt, die nach Westfrankreich und in die Biskaya verlegt wurde. Am 14. Juni lief der Zerstörer von Royan aus, um Überlebende des U 564 zu übernehmen, die zuvor von U 185 gerettet worden waren. Am 28. Dezember beteiligte sich der Zerstörer an einem Seegefecht in der westlichen Biskaya. Am 14. Januar 1944 trat er in La Pallice seine Werftliegezeit an und war bereits zum alliierten Invasionsbeginn wieder einsatzbereit. Der Zerstörer wurde am 6. Juni von der Gironde nach Brest verlegt und geriet am 9. Juni im Ärmelkanal in ein Gefecht mit feindlichen Zerstörern. Bei dem Gefecht verzeichnete das Schiff einige Artillerietreffer, unter anderem an der Brücke, am 15-cm-Turm und am achteren Schornstein. Personenverluste gab es keine. Der Zerstörer musste das Gefecht abbrechen und lief nach Brest, später in die Gironde zurück. Dort lag das Schiff vom 13. Juli bis zum 5. August, um einen Getriebeschaden beheben zu lassen. Auf der Reede von Royan liegend, wurde es am 14. August von britischen Flugzeugen attackiert. Dabei kam es zu Personenverlusten und leichten Schäden. Es gelang, vier feindliche Flugzeuge abzuschießen.
Am 24. August lief Z 24 mit T 24 von Bordeaux nach Norden aus. Vor Le Verdon wurde T 24 durch britische Bomber versenkt. Bei dem Gefecht wurde Z 24 von drei Bomben und Raketenbomben in das Achterschiff getroffen. Dabei kam es zu einem Personenverlust, mehrere Besatzungsmitglieder wurden verwundet. Am 25. August gelang es dem Zerstörer, noch die Pier von Le Verdon zu erreichen. Er kenterte wenige Stunden später und sank. Die Besatzung des Z 24 wurde im weiteren Kriegsverlauf in der Festung Gironde und bis zu deren Kapitulation im April 1945 eingesetzt.

## Kommandanten
- Korvettenkapitän Martin Saltzwedel ab Oktober 1940 bis August 1943
- Korvettenkapitän Carl-Heinz Birnbacher ab August 1943 bis August 1944, zuletzt Konteradmiral der Bundesmarine.